# 马鞍镇 (资中县)
马鞍镇，是中华人民共和国四川省内江市资中县下辖的一个乡镇级行政单位。

## 行政区划
马鞍镇下辖以下地区：
马鞍社区、马鞍村、石板滩村、小河子村、石桥村、麦子湾村、伍隍村、黄石坎村、李子冲村、拾童庙村、熊家溪村、鞍子坡村、白洋沟村、龙马桥村、楠木岩村、杨家寺村、松树村、驼柏树村、高洞坝村和两河村。